# Melocactus conoideus
O Melocactus conoideus é uma espécie de planta da família Cactaceae pertencente ao gênero botânico Melocactus, conhecido popularmente como coroa-de-frade ou cabeça-de-frade. É encontrado em áreas da Caatinga e Mata Atlântica do Brasil.

## História
Os cactos estão entre as espécies mais conspícuas e típicas dos ambientes áridos. O Melocactus conoideus Buining & Brederoo, popularmente conhecido como coroa-de-frade ou cabeça-de-frade, pertence a Cactaceae Juss., a família dos cactos, e apresenta indivíduos nos biomas da Caatinga e Mata Atlântica. Os cactos são bem conhecidos por apresentarem caule suculento e espinhos e são bastante utilizados na ornamentação. Eles são adaptados a ambientes secos, possuindo uma série de especializações para driblar as dificuldades encontradas nestes locais, como folhas bem reduzidas ou modificadas em espinhos, caule fotossintético e tecidos eficientes na acumulação de água, além de economizarem água por possuírem um metabolismo que permite a abertura dos estômatos durante a noite, conhecido como metabolismo CAM (SINGER; SINGER, 2009).A espécie Melocactus conoideus foi descrita pelos holandêses  Albert Beuning  e A. J. Brederoo em 1974, no Morro do Cruzeiro, também conhecido como Serra do Periperi, na cidade de Vitória da Conquista, estado da Bahia. Ao longo da história, uma grande parte de M. conoideus foi importada de forma ilegal da Serra do Periperi para juntar-se ao comércio internacional de horticultura da Europa e América do Norte. Contudo, a intensa fiscalização, nos últimos tempos, por parte da Convention on International Trade in Endangered Species of Wild Fauna and Flora (CITES) têm controlado esta prática ilícita de comercialização da espécie (CERQUEIRA- SILVA & SANTOS, 2008 ).Embora o gênero Melocactus esteja distribuído pela América Central e do Sul (FONSECA, 2004) o seu centro de diversidade ocorre no estado da Bahia, onde são encontradas 14 espécies, sendo que 11 são consideradas endêmicas e cinco delas encontram-se criticamente ameaçadas de extinção (ASSIS et al.,2003).

## Distribuição Geográfica
Desde 1989, o Melocactus conoideus é considerado endêmico do município de Vitória da Conquista (14°50’53“S e 40°50’19”W e 941m), sudoeste da Bahia, e sua distribuição é atualmente restrita à manchas com grande pressão antrópica, como o alto da Serra do Periperi, às margens da BR 116, e pequenas propriedades privadas. (BRITO-KATEIVAS, 2012; CERQUEIRA-SILVA & SANTOS, 2007 apud LUZ-FREIRE, 2013).

## Morfologia
Corpo globoso-cônico com gomos roliços, cefálio esbranquiçado em cima, espinhos marginais pardos rosados, espinho central solitário, frutos lilases e sementes brilhantes. (Cerqueira-Silva & Santos, 2008). Os espinhos são folhas modificadas que exercem a função de órgão de defesa  (CERQUEIRA-SILVA & SANTOS, 2008; OLDFIELD, 1997 apud LUZ-FREIRE, 2013) contra animais predadores e também ajudam na prevenção de perdas de água (CAVALCANTI & RESENDE, 2006 apud LUZ-FREIRE, 2013).
Esta é considerada uma característica marcante para a sobrevivência destas espécies de Cactáceas, já que vivem em ambientes marcados pela irregularidade das chuvas e baixo índice pluviométrico, presente no Nordeste brasileiro  (GERMANO et al., 1999  apud LUZ-FREIRE, 2013)

## Aspectos ecológicos

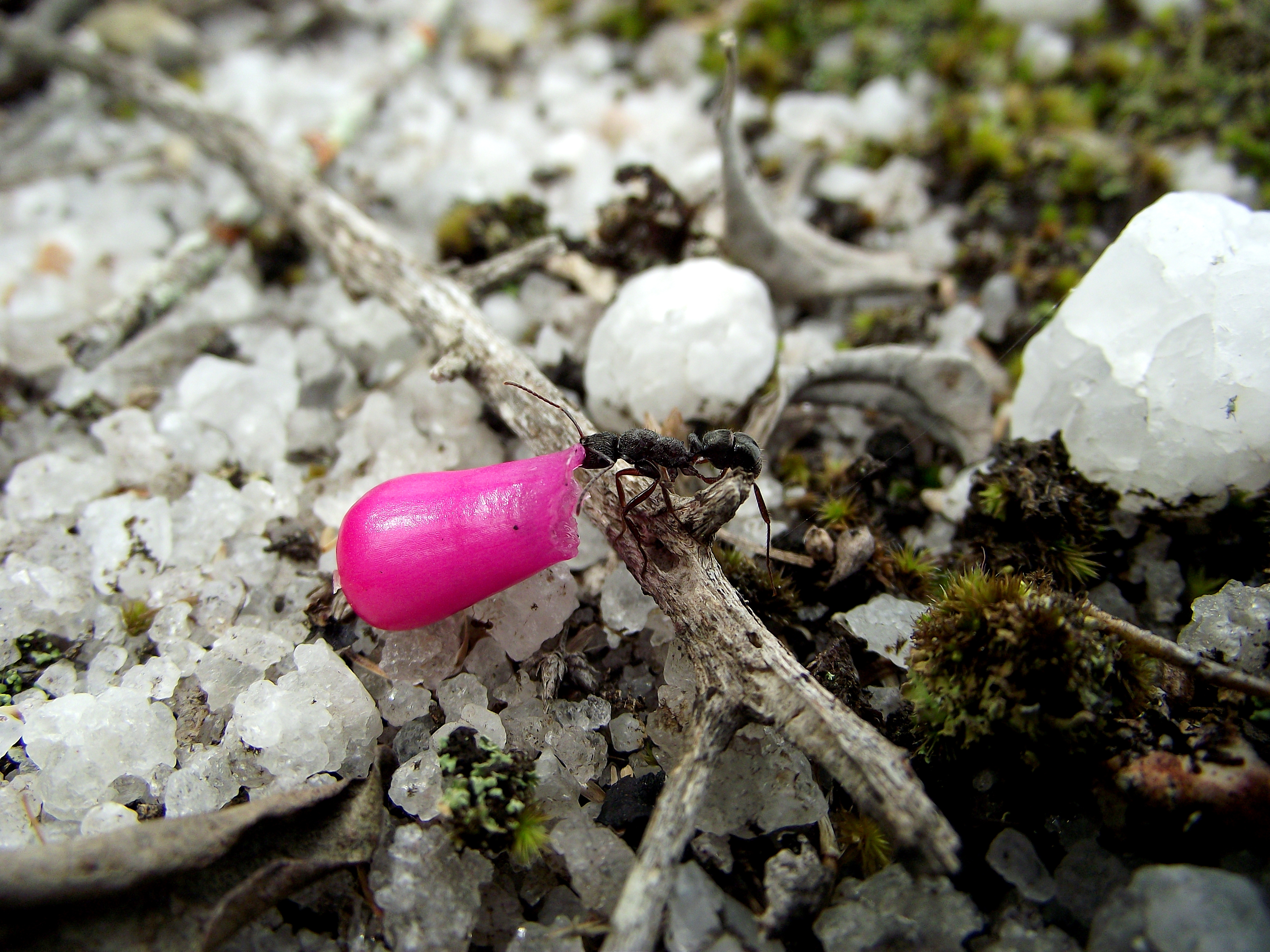
Fruto do M. conoideus sendo dispersado por uma formiga do gênero Pheidole

Estudo sobre visitantes florais e a biologia reprodutiva do Melocactus conoideus mostrou que os principais visitantes das suas flores são os beija-flores, e que esta espécie vegetal provavelmente é autógama (PÉREZ-MALUF et al., 2009). Um outro estudo realizado por Brito-Kateivas e Corrêa (2012) registrou sete espécies de formigas distribuídas em cinco subfamílias que interagiram com os frutos de M. conoideus. Neste estudo pode-se verificar a espécie Pheidole sp. da subfamíla Myrmicinae atuando como dispersora oportunista dos frutos de M. conoideus em curtas distâncias, e a longas distâncias provavelmente por lagartos como foi reportado em outras espécies do gênero Melocactus (LUZ-FREIRE et al., 2014). Um ponto a ser destacado se refere a germinação de M. conoideus, onde sua semente necessita de um fotoperíodo longo para poder germinar, sendo então considerada fotoblástica positiva (REBOUÇAS & SANTOS, 2007). 

## Informações econômicas e culturais
A principal importância econômica do Melocactus é como planta ornamental, contudo, existem relatos da sua utilização, em diversas partes do mundo, para produção de doces cristalizados (SILVA, SOUZA & SANTOS, 2008). Também pode ser vendido localmente para ração animal ou comercializado à beira das rodovias, como em algumas cidades nordestinas, ou na alimentação humana, por meio da ingestão de seu parênquima lacunoso, para efeitos alucinógenos, como evidenciado por habitantes de Natal/RN (RIZZINI 1982 apud SILVA, SOUZA & SANTOS, 2008). Podendo também o seu parênquima ser dessecado e depois transformado em pó e, nesta forma, fumado como a Canabis sativa (maconha) (VIEIRA, 2005).

## Ameaças
A espécie Melocactus conoideus está sujeita a vários fatores que ameaçam sua conservação, desde fatores bióticos e abióticos à interferências antrópicas. A competição entre espécies que ocorrem na Serra do Periperi, como as encontradas no estrato herbáceo podem causar uma perturbação significante na densidade de M. conoideus, causada principalmente pelo sombreamento, uma vez que espécies de cactáceas são conhecidamente heliófilas (BRITO et al., 2007).
O comércio de indivíduos desta espécie para o mercado  internacional também têm ameaçado a sua sobrevivência, principalmente por seu potencial ornamental muito admirado, em especial, na Europa. Isso tem contribuído para a extinção deste cacto em seu habitat natural, já que se refere a uma espécie que ocupa áreas específicas e que possui um número restrito de indivíduos nas populações (LUZ-FREIRE, 2013).
Dentre as principais ameaças à Melocactus conoideus também encontram-se a urbanização e a exploração de pedreiras, fatores que contribuem para a perda de habitat (MACHADO et al., 2013). Ainda em relação às ameaças, pode-se citar o descarte de lixo urbano em manchas de cascalho de quartzo (LUZ-FREIRE et al., 2014).
Outro fator que coloca em perigo o M. conoideus é a falta de conhecimento por parte da população, tanto em relação a existência da espécie e seu risco de extinção, quanto na dificuldade em distinguir esta espécie das demais deste gênero presentes na área (CERQUEIRA-SILVA e SANTOS, 2008).

## Estado da espécie
Melocactus conoideus é considerada como uma espécie criticamente em perigo e que se enquadra no critério B1ab(i,iii,iv,v) (MACHADO et al., 2016), o que significa que: esta espécie ocorre aproximadamente em uma extensão inferior a 100 Km²; em apenas um local ou em locais fragmentados; e que após realizar análises ou inferências utilizando a extensão de ocorrência, a área, extensão e/ou qualidade do habitat, o número de locais e subpopulações e também a quantidade de indivíduos maduros, percebe-se que a sua distribuição ainda está em declínio (IUCN, 2001). Esta mesma fonte ainda indica, com base na categoria em que a espécie se enquadra, que esta enfrenta uma alta probabilidade de se extinguir na natureza.

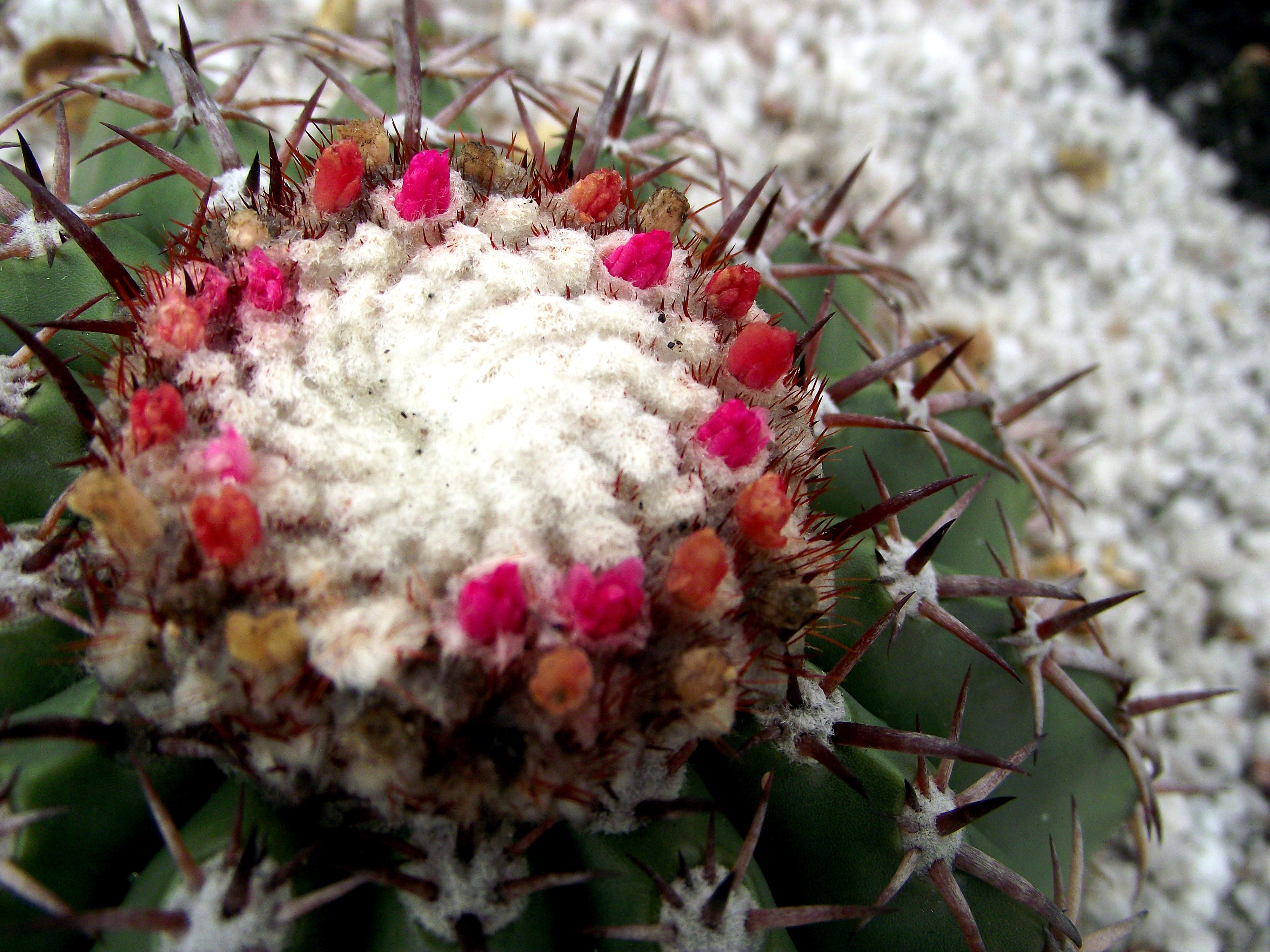

## Conservação
Como uma das iniciativas que objetivam a conservação de Melocactus conoideus pode-se citar o trabalho realizado pelo Herbário Municipal do Sertão da Ressaca, onde foi feita pela primeira vez a reprodução desta espécie, com o objetivo de recompor a mesma. Esta forma de preservação é um dos meios de contribuir para que M. conoideus continue a ser utilizada como objeto de estudo em trabalhos científicos (PMVC, 2013).
No ano de 2002, foi criada uma reserva municipal com aproximadamente  11 hectares no município de Vitória da Conquista (BA), visando a conservação de M. conoideus ( MARTINELLI & MORAES, 2013). Porém, um único local de conservação não é suficiente para evitar a extinção da espécie, sendo assim necessária a criação de novas unidades que visem conservá-la (LUZ-FREIRE, 2013).
A educação ambiental é outra forma de contribuir com a conservação do M. conoideus, por meio da apresentação deste assunto nas escolas, principalmente da região. Visto que, a partir do momento em que os estudantes tornam-se conhecedores da existência desta espécie e da sua importância, podem se sentir motivados a ajudar na sua conservação (CERQUEIRA-SILVA e SANTOS, 2008).
Vale ressaltar que os indivíduos de M. conoideus apresentam baixas taxas de crescimento ao longo do ano, o que evidencia ainda mais a importância da sua conservação. Além disso, faz-se necessário a realização de mais estudos sobre a biologia desta espécie, para que desta forma seja possível desenvolver meios mais eficientes para a sua proteção (LUZ-FREIRE, 2013). Estudos sobre esta espécie têm sido desenvolvidos por várias instituições de pesquisa (universidades etc) se destacando o Laboratório de Biodiversidade do Semi Árido (LABISA), localizado na Universidade Estadual do Sudoeste da Bahia, campus de Vitória da Conquista.